# Таврическое (Крым)
Таври́ческое (до 1948 года Карт-Каза́к № 3; укр. Таврійське, крымскотат. Qart Qazaq, Къарт Къазакъ) — село в Красноперекопском районе Республики Крым, входит в состав Совхозненского сельского поселения (согласно административно-территориальному делению Украины — Совхозненского сельского совета Автономной Республики Крым).

## Население
| 2001 | 2014 |
| ---- | ---- |
| 973  | ↘912 |

Всеукраинская перепись 2001 года показала следующее распределение по носителям языка
| Язык             | Процент |
| ---------------- | ------- |
| русский          | 73.07   |
| украинский       | 22.71   |
| крымскотатарский | 3.8     |
| другие           | 0.1     |

### Динамика численности
| - 1805 год — 148 чел. - 1864 год — 58 чел. - 1886 год — 53 чел. - 1889 год — 82 чел. - 1892 год — 37 чел. - 1900 год — 153 чел. - 1915 год — 59 чел. | - 1926 год — 221 чел. - 1939 год — 337 чел. - 1989 год — 983 чел. - 2001 год — 973 чел. - 2009 год — 947 чел. - 2014 год — 912 чел. |

## Современное состояние
На 2017 год в Таврическом числится 14 улиц, 1 тупик и 1 переулок; на 2009 год, по данным сельсовета, село занимало площадь 110,7 гектара, на которой в 355 дворах проживало 947 человек. В селе действуют средняя общеобразовательная школа, детский сад «Дюймовочка», сельский клуб, фельдшерско-акушерский пункт, библиотека, отделение Почты России. Село газифицировано, Таврическое связано автобусным сообщением с райцентром и соседними населёнными пунктами.

## География
Таврическое — село на северо-западе района, на Перекопском перешейке, примерно в 6 километрах (по шоссе) к северо-западу от райцентра Красноперекопск (там же ближайшая железнодорожная станция — Красноперекопск на линии Джанкой — Армянск), высота центра села над уровнем моря — 10 м. Восточнее села расположено Старое озеро. Ближайшие сёла: Совхозное в 1,5 км на юго-восток и Почётное в 1,5 км на северо-восток, у восточной окраины прожодит железная дорога на Армянск. Транспортное сообщение осуществляется по региональной автодороге 35Н-288 от шоссе 35Н-287 Рисовое — Совхозное (по украинской классификации — С-0-10717).

## История
Село Таврическое считается «продолжателем» старинного селения Карт-Казак, впоследствии превратившегося в участок по добыче соли («соляной квартал № 3»), при этом историческое село находилось примерно в 2 километрах юго-западнее — видимо, последствия Великой Отечественной войны, после которой на перешейке не уцелело, практически, ни одного населённого пункта.
Первое документальное упоминание села встречается в Камеральном Описании Крыма… 1784 года, судя по которому, в последний период Крымского ханства  Кат-Казак  входил в Кырп Баул кадылык Перекопского каймаканства. После присоединения Крыма к России (8) 19 апреля 1783 года, (8) 19 февраля 1784 года, именным указом Екатерины II сенату, на территории бывшего Крымского Ханства была образована Таврическая область и деревня была приписана к Перекопскому уезду. С началом Русско-турецкой войной 1787—1791 годов, весной 1788 года производилось выселение крымских татар из прибрежных селений во внутренние районы полуострова, в том числе и из Карт-Казака. В конце войны, 14 августа 1791 года всем было разрешено вернуться на место прежнего жительства. После Павловских реформ, с 1796 по 1802 год, входила в Перекопский уезд Новороссийской губернии. По новому административному делению, после создания 8 (20) октября 1802 года Таврической губернии, Карт-Казак был включён в состав Бустерчинской волости Перекопского уезда.
По Ведомости о всех селениях, в Перекопском уезде состоящих с показанием в которой волости сколько числом дворов и душ… от 21 октября 1805 года, в деревне Карт-Казак числилось 26 дворов, 144 крымских татарина и 4 ясыров. На военно-топографической карте генерал-майора Мухина 1817 года деревня Карт казак Джала обозначена с 30 дворами, а рядом другой Карт казак обозначен пустующим. После реформы волостного деления 1829 года деревню, согласно «Ведомости о казённых волостях Таврической губернии 1829 года» переподчинили Ишуньской волости, переименованной из Бустерчинской. На карте 1842 года Карт Казак обозначен с 38 дворами.
В 1860-х годах, после земской реформы Александра II, деревня осталась в Ишуньской волости. В «Списке населённых мест Таврической губернии по сведениям 1864 года», составленном по результатам VIII ревизии 1864 года, Карт-Казак — владельческая татарская деревня, с 8 дворами, 58 жителями и мечетью при колодцах. По обследованиям профессора А. Н. Козловского начала 1860-х годов, вода в колодцах деревни была солоноватая, «в достаточном количестве», а их глубина колебалась от 2,5 до 5 саженей (от 5 до 10 м). На трёхверстовой карте Шуберта 1865—1876 года в деревне Карт-Казак обозначено 38 дворов. Тогда же, в 1860-е годы, имение «Картказак», рассчитывая в будущем построить там торговую гавань, купил Афанасий Авксентьевич Спендиаров, отец композитора Александра Спендиарова. На 1886 год в деревне Карт-Казак при заливе Чёрного моря, согласно справочнику «Волости и важнѣйшія селенія Европейской Россіи», проживало 53 человека в 6 домохозяйствах, действовала мечеть и 2 лавки. По «Памятной книге Таврической губернии 1889 года», по результатам Х ревизии 1887 года, в деревне Карт-Казак числилось 16 дворов и 82 жителя.
После земской реформы 1890 года Карт-Казак отнесли к Воинской волости. Согласно «…Памятной книжке Таврической губернии на 1892 год», в деревне Карт-Казак, составлявшей Карт-Казакское сельское общество, было 37 жителей в 6 домохозяйствах. По «…Памятной книжке Таврической губернии на 1900 год» записано 3 деревни Карт-Казак: в одной числилось 153 жителя в 39 дворах, в другой — 156 жителей в 32 дворах и в третьей, записанной, как Картказак, — 39 жителей в 6 дворах. По Статистическому справочнику Таврической губернии. Ч.II-я. Статистический очерк, выпуск пятый Перекопский уезд, 1915 год, в деревне Карт-Казак Воинской волости Перекопского уезда числилось 10 дворов (все дворы с землёй) с татарским населением в количестве 59 человек приписных жителей, из которых 32 мужчины и 27 женщин. Жители владели 602 десятинами удобной земли. В хозяйствах имелось 22 лошади, 14 коров и 64 головы мелкого скота.
После установления в Крыму Советской власти, по постановлению Крымревкома от 8 января 1921 года № 206 «Об изменении административных границ» была упразднёна волостная система, Перекопский уезд переименовали в Джанкойский, в котором был образован Ишуньский район, в состав которого включили село, а в 1922 году уезды получили название округов. 11 октября 1923 года, согласно постановлению ВЦИК, в административное деление Крымской АССР были внесены изменения, в результате которых округа были отменёны, Ишуньский район упразднён и село вошло в состав Джанкойского района. Согласно Списку населённых пунктов Крымской АССР по Всесоюзной переписи 17 декабря 1926 года, в селе Карт-Казак № 3, Ишуньского сельсовета Джанкойского района, числилось 42 двора, все крестьянские, население составляло 221 человек. В национальном отношении учтёно: 216 украинцев, 2 эстонца, 3 записаны в графе «прочие», действовала русская школа. Постановлением ВЦИК от 30 октября 1930 года был восстановлен Ишуньский район и село, вместе с сельсоветом, включили в его состав. В 1932 году образован овцеводческий колхоз «Путь Ленина». Постановлением Центрального исполнительного комитета Крымской АССР от 26 января 1938 года Ишуньский район был ликвидирован и создан Красноперекопский район с центром в посёлке Армянск (по другим данным 22 февраля 1937 года). По данным Всесоюзной переписи населения 1939 года в селе проживало 337 человек. На подробной карте РККА северного Крыма 1941 года в селе отмечено 49 дворов.
Бои на Перекопе, в окрестностях села Карт-Казак № 3, развертывались трижды: при штурме Перекопа в ноябре 1920 года, при обороне Крыма в сентябре 1941 года и во время освобождения Крыма в ночь на 10 апреля 1944 года. Павшие в этих боях были похоронены в братских могилах на месте гибели. В 1967 году останки были перенесены в мемориал в центре села. Постановлением Совета министров Республики Крым № 627 от 20 декабря 2016 года памятник отнесён к категории объектов культурно-исторического наследия России регионального значения.
С 25 июня 1946 года Карт-Казак в составе Крымской области РСФСР. Указом Президиума Верховного Совета РСФСР от 18 мая 1948 года, Карт-Казак № 3 переименовали в Таврическое. 26 апреля 1954 года Крымская область была передана из состава РСФСР в состав УССР. С 1958 года село в составе вновь созданного совхоза «Пятиозёрный». Время включения в Пятихатский сельсовет пока не выяснено: на 15 июня 1960 года село уже числилось в его составе. К 1968 году Таврическое переподчинили Почётненскому сельсовету, на 1977 год — в Совхозненском совете. По данным переписи 1989 года в селе проживало 983 человека. С 12 февраля 1991 года село в восстановленной Крымской АССР, 26 февраля 1992 года переименованной в Автономную Республику Крым. С 21 марта 2014 года в составе Крыма аннексировано Россией.

### Известные жители
- Руденко, Надежда Ильинична (23 января 1926 года — 4 сентября 1980 года) — бригадир-рисовод совхоза «Пятиозёрный», Герой Социалистического Труда[70][71].